# Malcolm Nokes
Malcolm Cuthbert Nokes (Edmonton, 20 maggio 1897 – Alton, 22 novembre 1986) è stato un martellista e discobolo britannico.

## Palmarès
- Giochi olimpici

Parigi 1924: bronzo nel lancio del martello.
- Giochi dell'Impero Britannico

Hamilton 1930: oro nel lancio del martello.
Londra 1934: oro nel lancio del martello.